# Ultimate Ghosts'n Goblins
Ultimate Ghosts'n Goblins (極魔界村 Goku Makaimura?) es un videojuego de la saga Ghosts'n Goblins de Capcom, lanzado para PSP en el 2006. Ultimate Ghosts'n Goblins es el primer juego de la serie en usar gráficos en 3D, manteniendo la jugabilidad de otros juegos de la serie en 2D. También marca el retorno del creador Tokurou Fuijiwara a la saga.
El juego incluye el escenario clásico de un heroico caballero buscando a la princesa, mientras combate contra demonios y otras criaturas. Sin embargo, incluye una larga serie de mejoras.

## Historia
El malvado Hades ha raptado a la princesa, última descendiente de la sangre real. Sir Arthur, el caballero protagonista, deberá recorrer el camino que lleva al inframundo para recuperarla. A lo largo del camino se encontrará con puertas custodiadas por enormes jefes, y tendrá que ir derrotándolos a todos. También necesitará reunir los anillos de la luz, la llave a los últimos jefes del juego.

### Finales
Este juego contiene diversos finales, dependiendo de la cantidad de anillos con la que se finalice el juego. No se puede considerar que se ha terminado completamente el juego hasta que no se posean todos los anillos, ya que estos abren el camino al último jefe del juego. Cabe reseñar que si se guarda en la sala de este jefe, no se podrá volver a los anteriores niveles en esa partida.

Cuando se tienen x anillos:
- Menos de 22 anillos: La puerta al jefe que guarda a la princesa permanece cerrada, y se vuelve al primer nivel, con dificultad algo mayor. No se recibe ningún final.
- Entre 22 y 32 anillos: Se lucha contra un jefe (Astaroth), y se rescata a la princesa, que vuelve a las ruinas del castillo. Se recibe un mensaje de que no se puede ir a lo más profundo del inframundo, y el jugador es devuelto al primer nivel del juego, con dificultad mucho mayor. Se recibe el alma del corcel, se pierden todos los bastones recolectados, y se deben reunir los 11 anillos restantes para terminar.
- 33 anillos: Se lucha contra el jefe final definitivo, Hades. A la vuelta espera la princesa. La historia se termina por completo y no se permite seguir jugando.

Los anillos están escondidos por todo el juego, y se necesitará mucha habilidad y explorar la mayoría de los caminos para encontrarlos. Estos también pueden estar escondidos en rocas, llamas, o cofres rojos.

## Jugabilidad
El jugador controla a Sir Arthur a lo largo de una serie de niveles, con elementos de plataformas, mientras acaba con hordas enemigas. Arthur salta de una manera un tanto robótica, sin posibilidad de cambiar la trayectoria del salto durante este. 

### Armas
Sir Arthur puede atacar en 4 direcciones distintas (hacia arriba, abajo, izquierda y derecha), pero no en diagonal. Sin embargo, los enemigos atacarán de cualquier ángulo. Solo se puede llevar un arma en cada momento y no se pueden guardar en el inventario. Esto obliga a tener cuidado con el arma elegida. Cada arma tiene un rango de ataque diferente, y habilidades propias. Estas armas pueden potenciarse según la armadura, tu estado de salud, ítems recogidos...
Las diversas armas disponibles son:
- Lanzas: Arma básica de Sir Arthur. Las lanzas van en línea recta, pero desaparecen al chocar contra algo.
- Lanza pesada: Una enorme y poderosa lanza que tiene la habilidad de atravesar a varios enemigos, pero desaparece al chocar contra un muro.
- Dagas: Pequeñas y fáciles de manejar.
- Látigo: Un látigo de corto alcance, tiene la habilidad de atraer objetos como escudos, bolsas de oro, etc.
- Látigo eléctrico: Látigo poderoso imbuido de la electricidad.
- Búmeran: Arma que se devuelve al lanzador. Al igual que el látigo, atrae diferentes objetos.
- Tridentes teledirigidos: Persiguen a los enemigos hasta chocarse con éstos u otro elemento del decorado.
- Ballesta de dispersión: Ballesta que dispara en 3 direcciones arriba, hacia el frente y abajo..
- Ballesta de fuego: De potencia mayor a la ballesta normal pero con rango limitado.
- Ballesta eléctrica: De potencia mayor a la ballesta de fuego.
- Bombas: Bola gigante llena de pólvora. Útil solo para enemigos en el suelo.
- Botella de fuego: Desata una llama cuando cae al suelo, similar a la bomba.

### Escudos
Sir Arthur cuenta con 6 escudos diferentes que tendrá que encontrar. Todos, menos el último, se rompen tras una serie de impactos. Estos se usan agachándose, quedando Arthur protegido por delante:
- Escudo roto: Resiste hasta dos golpes de los ataques enemigos.
- Escudo de caballero: Proporciona buena protección ante los ataques enemigos. Resiste hasta cuatro golpes.
- Escudo de rey: Escudo de gran resistencia ante ataques enemigos, resistiendo hasta ocho golpes.
- Escudo mágico: Extraño escudo que proporciona un número desconocido de golpes, pero proporciona una cantidad aleatoria de puntos de magia por cada ataque parado.
- Escudo dragón: Permite volar temporalmente al portador, sin desgastar por ello al escudo. Muy útil para paliar un salto mal realizado o llegar a lugares inaccesibles de otra manera. Si se recibe un ataque desde abajo volando, el escudo lo para, pero recibe por ello un daño. Resiste cuatro golpes.
- Escudo infinito: Este escudo es dado por las brujas. Indestructible, y proporciona muchos puntos de magia al parar cada ataque.

### Armaduras
Sir Arthur puede llevar una serie de armaduras diferentes, que le dan protección y habilidades extra. Dependiendo del modo de dificultad, puede recibir más o menos golpes antes de perderlas. Las tres primeras son agregables, es decir, cogiendo varias se puede avanzar a la siguiente. Si Arthur muere, resucita con la armadura de caballero, en todos los casos.
- Armadura de caballero: Da protección a Arthur, y permite usar magias de nivel 1. Recolectando otra armadura de éstas se pasa a la armadura de guerrero.
- Armadura de guerrero: Proporciona una protección más a Arthur, y permite usar magias de nivel 2. Recolectando otra de éstas o una de caballero se pasa a la armadura dorada. Al recibir un golpe con esta armadura se retorna a la de caballero.
- Armadura dorada: Proporciona una protección más a Arthur, y permite usar magias de nivel 3. Al recibir un golpe con esta armadura se retorna a la de guerrero.
- Armadura maldita 1: Proporciona la misma protección que la armadura dorada, pero las magias cuestan el doble de puntos de magia. También reduce la velocidad. Usa hechizos de nivel 1.
- Armadura maldita 2: Proporciona la misma protección que la armadura de caballero, las magias cuestan la mitad, y aumenta la velocidad. Usa hechizos de nivel 2.
- Armadura oscura: Proporciona la misma protección que la armadura dorada, pero deshabilita las magias y escudos. Aumenta la velocidad.
- Armadura angelical: Permite volar indefinidamente, y da la protección de una armadura de caballero. Permite usar magias de Nivel 2.

### Magias
Sir Arthur puede usar una gran cantidad de magias, siempre y cuando lleve una armadura que se lo permita. Dependiendo de la armadura, lanzará magias de menor o mayor nivel. Estas magias pueden irse consiguiendo a lo largo del juego, y son, en su mayoría, necesarias para explorar todos los niveles o encontrar todos los anillos. Al usar una magia, se consumen puntos de magia. Cuando se muere o consigue una nueva armadura, se recuperan todos los puntos de magia usados. Solo se puede llevar equipada una magia a la vez, pero puede cambiarse en el menú.
La lista de magias es la siguiente:
- Explosión: Magia predeterminada. Crea una explosión alrededor de Sir Arthur que daña a los enemigos.
- Llamarada: Sir Arthur expulsa fuego al frente, causando serios daños a los enemigos alcanzados.
- Invencibilidad: Proporciona una o más protecciones ante ataques enemigos. Por cada golpe recibido, se perderán una de estas protecciones.
- Temporizador: Hace que todos los elementos del juego reduzcan su velocidad durante un corto período.
- Tornado: Permite volar indefinidamente, así como atacar a todo enemigo que se roce. Sin embargo, cada golpe enemigo restará puntos de magia, y, si se pierden, Sir Arthur caerá al vacío.
- Roca: Permite transformar a los enemigos en roca, o convertir rocas en otra cosa distinta. Esta magia abre diversos caminos, y revela diversos anillos de luz ocultos.
- POW: Activa el POW rojo y azul. El POW rojo incrementa el daño del arma y el azul aumenta la cantidad de veces que puede ser lanzada un arma (como lanzas, dagas, etc.).
- Sello: Rompe los sellos que hay en algunos niveles, permitiendo acceder a nuevas zonas, que, generalmente, contienen anillos.
- Revelador de tesoros: Mostrará si hay algún cofre oculto en pantalla.
- Hadoken: Causa graves daños a todos los enemigos (incluidos jefes), y permite destruir algunos elementos como sierras, llamas etc. Hay algún anillo que solo se puede conseguir con esta magia.

### Accesorios
Sir Arthur puede encontrar una serie de objetos accesorios, que añadirán nuevas habilidades a su repertorio. Estos accesorios se encuentran de diversos métodos, y son permanentes. Adicionalmente, hay una serie de bastones que permiten teletransportarse a distintas zonas del juego (niveles 1-1, 1-2, 2-1, 2-2, 3-1, 3-2, 4, y a cada una de las 3 brujas). Estos bastones consumen puntos de magia y se hallan escondidos en sus respectivos niveles.
La lista de accesorios son:
- Botas de salto: Permiten dar un doble salto. Si se vuelven a conseguir, permiten un triple salto.
- Pluma de un ángel caído: Permite usar la armadura angelical.
- Alma de caballero: Reduce el daño recibido a la mitad. Se obtiene al alcanzar 2 millones de puntos en el Modo Novato o 5 millones en el Modo Estándar.
- Alma de corcel: Incrementa la velocidad en un 20%. Se consigue luego de finalizar el juego con menos de 33 anillos (ver arriba).
- Pulsera mágica: Permite usar magias a la mitad de coste. Es un regalo de las brujas. Se puede mejorar a los 4 millones de puntos en modo Novato o con 7 millones en el Modo Estándar, invocando con cualquier armadura magias de nivel 3.

### Modos de dificultad
Hay 3 modos de juego disponibles desde el comienzo:
- Modo Novato: Es un modo descafeinado respecto al Modo Estándar. Se quitan diversos obstáculos del camino, como los tornados del Castillo Muerte, y el jugador recibe un gran número de vidas.
- Modo Estándar: Es el modo principal de juego. Arthur comienza con 6 vidas, y, cuando el jugador muere, resucita en el mismo punto. Las armaduras reciben más de un golpe antes de ser perdidas.
- Modo Ultimate: Funciona de modo similar a entradas anteriores de la saga. Tras morir, Arthur retorna a un punto anterior del nivel determinado, en lugar de resucitar en el mismo punto. Además, tan solo puede recibir un golpe antes de perder cualquier armadura. Este modo es para jugadores avanzados o seguidores de la saga.

### Las brujas
Hay 3 brujas escondidas a lo largo del juego, representadas por un color. Entre las 3 están buscando crear el hechizo más potente del mundo, y si Sir Arthur les ayuda, recibirá obsequios a cambio. La primera necesita 3 tipos de hojas, la segunda 3 tipos de sangre, y la tercera 3 tipos de órganos. Por cada una que reciba todos los ingredientes, se recibirá un ítem extra a cambio (pulsera mágica y escudo infinito). Al darles los 9 objetos, habrá que pelear contra las tres, transformadas en un ser similar al primer subjefe del juego. Si se vence, se recibirá la última magia del juego: Hadoken.

## Niveles
Sir Arthur recorre una serie de mundos, divididos en 3 niveles cada uno (exceptuando los dos últimos, que van un poco por su cuenta). Cada nivel tiene un subjefe, y, el 3º, un jefe de final de mundo. Se puede viajar de un nivel a otro mediante el uso de bastones, y guardar la partida al final de cada uno.

1º Mundo:
- Bosque Mágico: Nivel muy similar a los cementerios de la saga. Plantas carnívoras, fantasmas, esqueletos y manos fantasmales atacarán a la mínima oportunidad. El subjefe es un hechicero con cabeza de cabra, que pondrá las cosas difíciles. Los calderos tendrán diversos efectos negativos sobre ti.
- Nido Sangriento: Un nivel repleto de sangre. De ella saldrán múltiples peces mutantes voladores, y las arañas y minotauros también aparecerán para molestar. También hay peligrosas olas, y el subjefe serpiente, que lanzará dentelladas sobre Sir Arthur.
- Earth Ra: Este jefe intentará aplastar al personaje mientras le lanza su mortífero aliento.

2º Mundo:
- Fortaleza de la Tormenta: En este nivel hay peligrosos precipicios y sierras. Atacan múltiples esqueletos, murciélagos, e incluso aparecen enormes ogros. El subjefe del final del nivel es un demonio de temer.
- Castillo de la Muerte: La mitad del nivel se hace sobre una plataforma flotante, y, si se cae, se vuelve al comienzo. Habrá ataques por todos lados, y relojes a evitar que acelerarán la velocidad. También hay escaleras que se caen, y el trigo maldito, que intentará atacar. Un monstruo de trigo espera como subjefe del nivel...
- Death Curse: Este jefe se moverá a toda velocidad en círculos, mientras Sir Arthur estará confinado en 3 plataformas. De vez en cuando, un rayo caerá en una, haciéndola desaparecer. Adicionalmente, Death Curse lanzará disparos, y se volverá invulnerable a ratos.

3º Mundo:
- Pantano Infecto: Las plantas carnívoras, zombies, ácido y dragones están a la orden del día, y el nivel del ácido bajará y subirá, dependiendo de las cloacas y de los interruptores pulsados. Será necesario el escudo dragón para salir de este pozo. Al final aparece una masa molusca, hecha completamente de ácido.
- Mar de la Muerte: A pesar del nombre, no hay agua en todo el nivel. El suelo y el techo subirán y bajarán, intentando aplastar a Sir Arthur. También hay paredes celulosas y peligrosas mandíbulas que intentarán atrapar al personaje. Al final hay un duro duelo con un dragón, usando la armadura angelical.
- Vermirous: Este insecto volador intentará chocar contra Sir Arthur, mientras lanza una legión de insectos. Hay que usar plataformas si se carece de armadura angelical o escudo dragón, y estas desaparecen al poco de entrar en contacto.

4º Mundo:
- Montaña Quemada: Un nivel de lava que es un mundo entero. Al comienzo habrá que evitar los temblores, chorros de lava y a las peligrosas aves. Luego hay un volcán, donde habrá que eludir la lava. Por último, hay una gran plataforma que irá subiendo, y una lucha contra dos demonios como subjefes.
- Spiral Mantruda: El jefe es un ojo envuelto en llamas, con mortales brazos. Hay que evitar el círculo de fuego, y no dejar que las manos agarren a Sir Arthur, o se perderá toda armadura que se lleve. El círculo se irá moviendo, y las manos irán al personaje. Se acabará con él tras derrotar a un total de cinco manos.

5º Mundo:
- Palacio Negro: En este nivel aparecen todos los jefes derrotados. Hay que destruir al menos a uno de ellos. También habrá que evitar muchas otras trampas, más demonios, y al final está la puerta definitiva, que no podrá abrirse sin al menos 22 anillos.
- Cámara oscura de Astaroth: En la cámara tendrá lugar la pelea con un demonio de pelo morado que ya apareció en las tres sagas anteriores, aunque ahora es más poderoso. Tras derrotarlo, se salvará a la princesa, y se podrá entrar en el infierno con tan solo 11 anillos más.
- Cámara de Hades: Brutal demonio que usará sus enormes puños, entre otros ataques, contra Sir Arthur.

## Curiosidades
- Si se consiguen más de 30 vidas, el contador de vidas se hará infinito, haciendo imposible alcanzar la pantalla de "Game Over".
- El juego se iba a llamar en un principio Extreme Ghouls'n Ghosts.
- En Japón, se lanzó una revisión del juego el 2 de agosto de 2007, denominada Goku Makaimura Kai. Esta versión del juego incrementa el nivel de dificultad del juego, y le da un toque más arcade, recuperando muchos elementos clásicos de la saga.